# Международно летище Дамаск
Международно летище Дамаск (на арабски: مطار دمشق الدولي) е гражданско летище, разположено в сирийската столица Дамаск. Сградата е открита през 1970-те години. Летището е с най-натоварен трафик в Сирия. През 2010 година приблизително 5.5 милиона пътници са използвали услугите на летището, което е повече от 50% в сравнение с 2004 година.
С избухването на гражданската война в Сирия през 2011 година, пътища и летища, които стигат до него са периодично затваряни, спират полети на редица международни авиокомпании.